# Widooie
Widooie (en limburguès Bedeu) és un nucli de la ciutat de Tongeren a la província de Limburg, regat pel Mombeek; s'estén sobre una superfície de 3,34 km² i comptava amb 442 inhabitants el 1970.

## Història

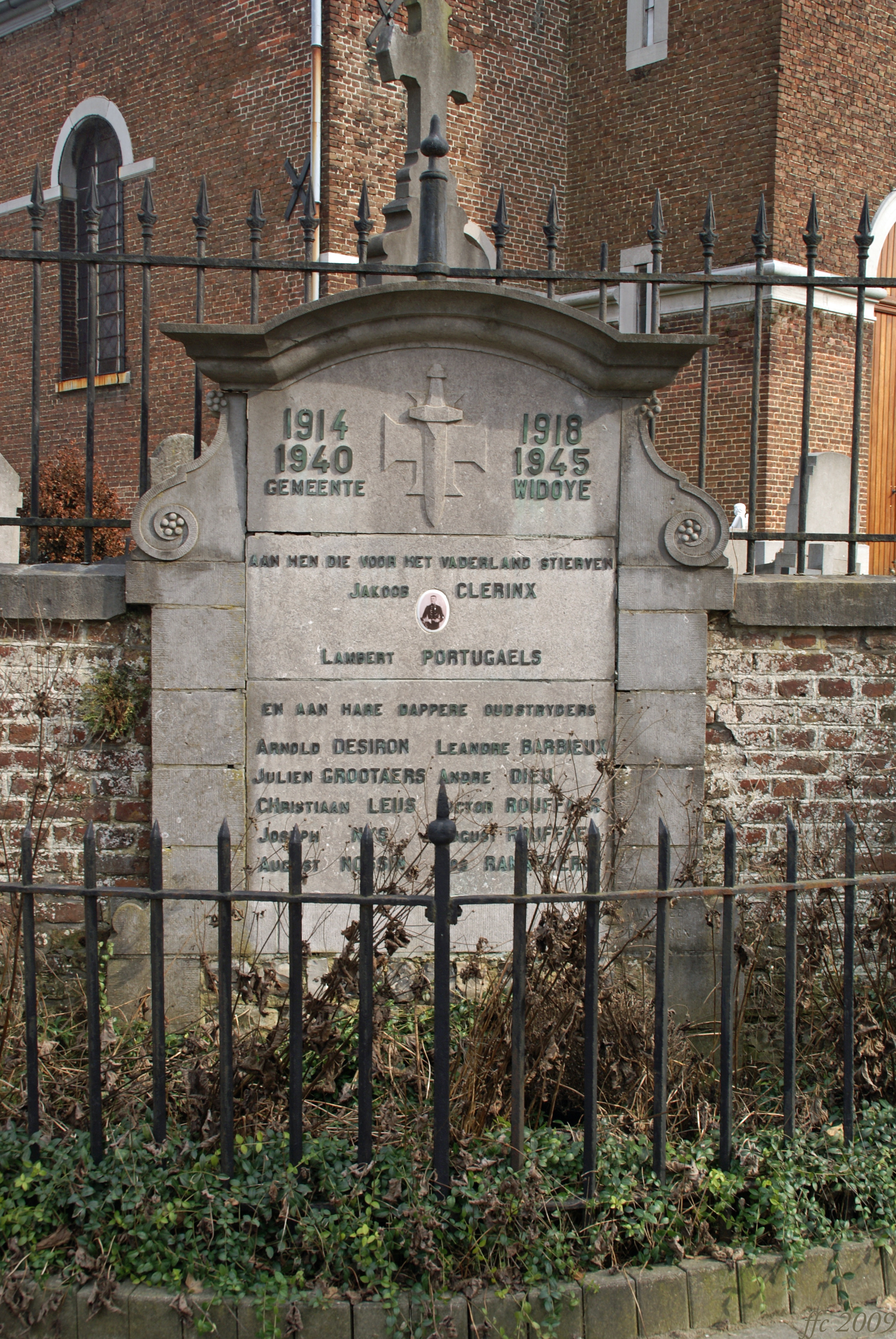
Monument per a les víctimes de les dues guerres mundials

El poble es troba a l'Haspengouw sec al mig de dues vies romanes: la de Colònia via Tongeren a Boulogne-sur-Mer (l'actual carrer Tongeren-Sint-Truiden i la de Tongeren a Cassel, la carretera actualment anomenada Romeinse Kassei (trad. calçada romana). Hom hi troba les restes d'un aqüeducte romà que conduïa aigua cap a la ciutat de Tongeren.
A l'entorn de l'any 780, Adelardus va donar les seves possessions widooienques a l'Abadia de Corbie del qual va ser elegit abat. L'abadia va instal·lar-hi la seu d'un prebostat, des del qual el prebost administrava les seves terres al comtat de Loon i al ducat de Brabant. El primer esment escrit Wido data del 1176. Una família noble de Tongeren, els Vaes, va adquirir la prebosteria al segle xv i transformar-la en un castell i una masia castral. Fins a la fi de l'antic règim va dependre de la llibertat de Tongeren al principat de Lieja.
Durant l'ocupació francesa, l'administració revolucionària va trencar els antics lligams amb Tongeren i Lieja i va transformar el llogaret en municipi dins del departament del Mosa inferior. Widooie va existir com a entitat independent fins a la fusió el 1970 amb Haren, Piringen i Bommershoven. L'1 de gener de 1977 aquesta fusió va desfer-se i Widooie va fusionar-se amb Tongeren, Haren amb Borgloon.

## Llocs d'interès
- El castell (1640-1652) i la masia castral (1755) en estil de renaixement mosà.
- L'església de Sant Pancraci construïda de 1846 al 1851 al lloc d'una antiga capella.

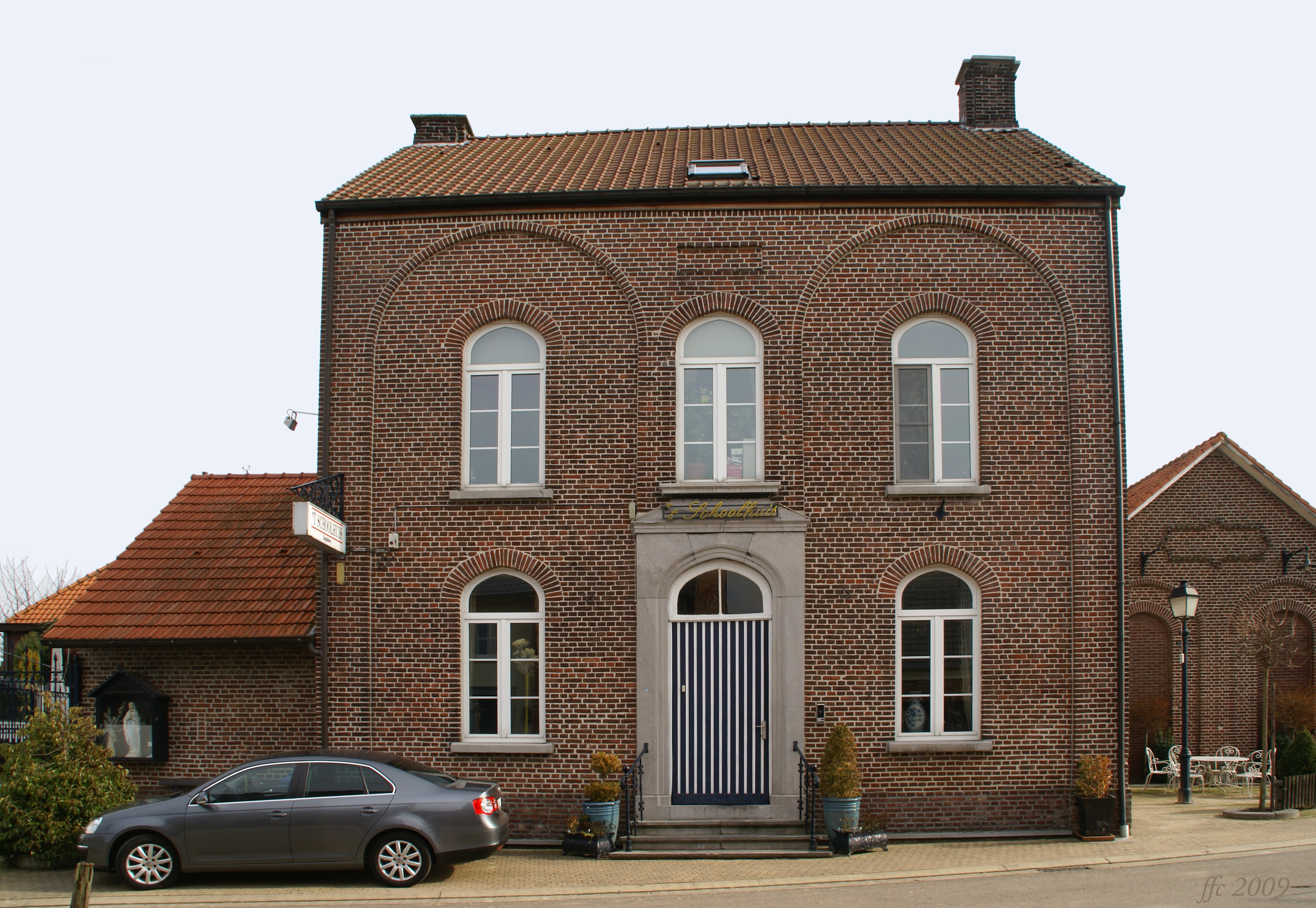
Antiga escola municipal
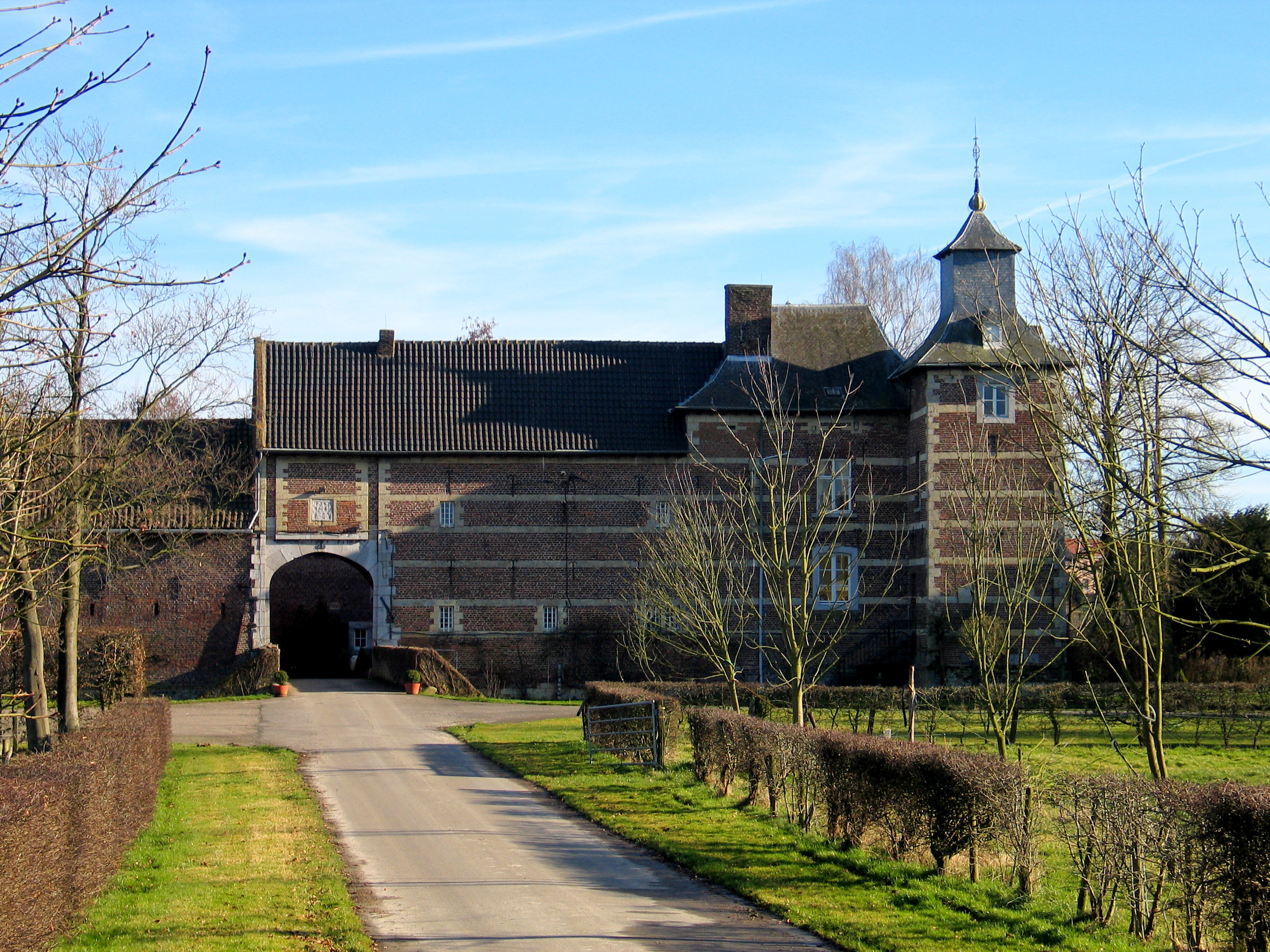
Castell de Widooie
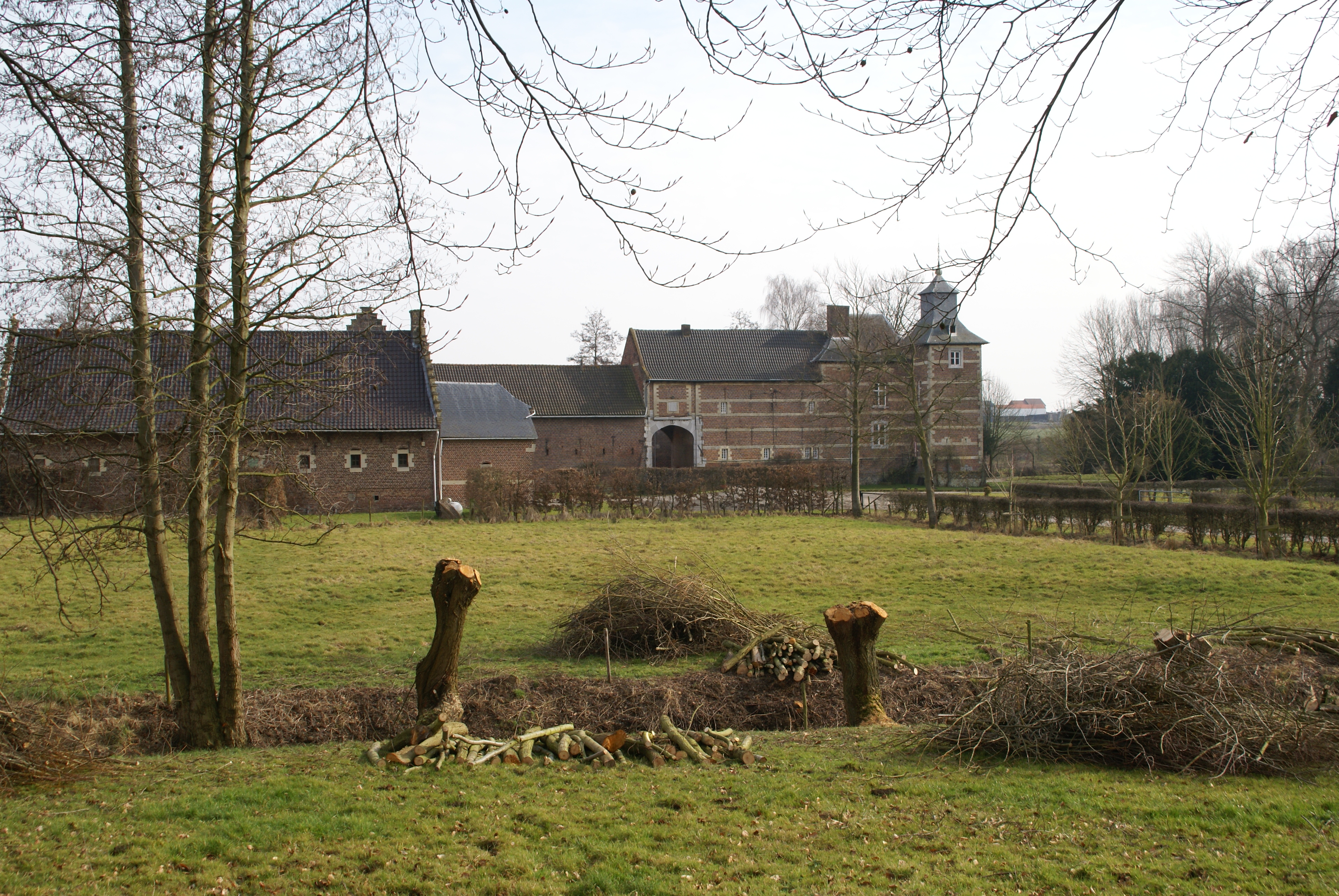
Mombeek i castell al segon pla
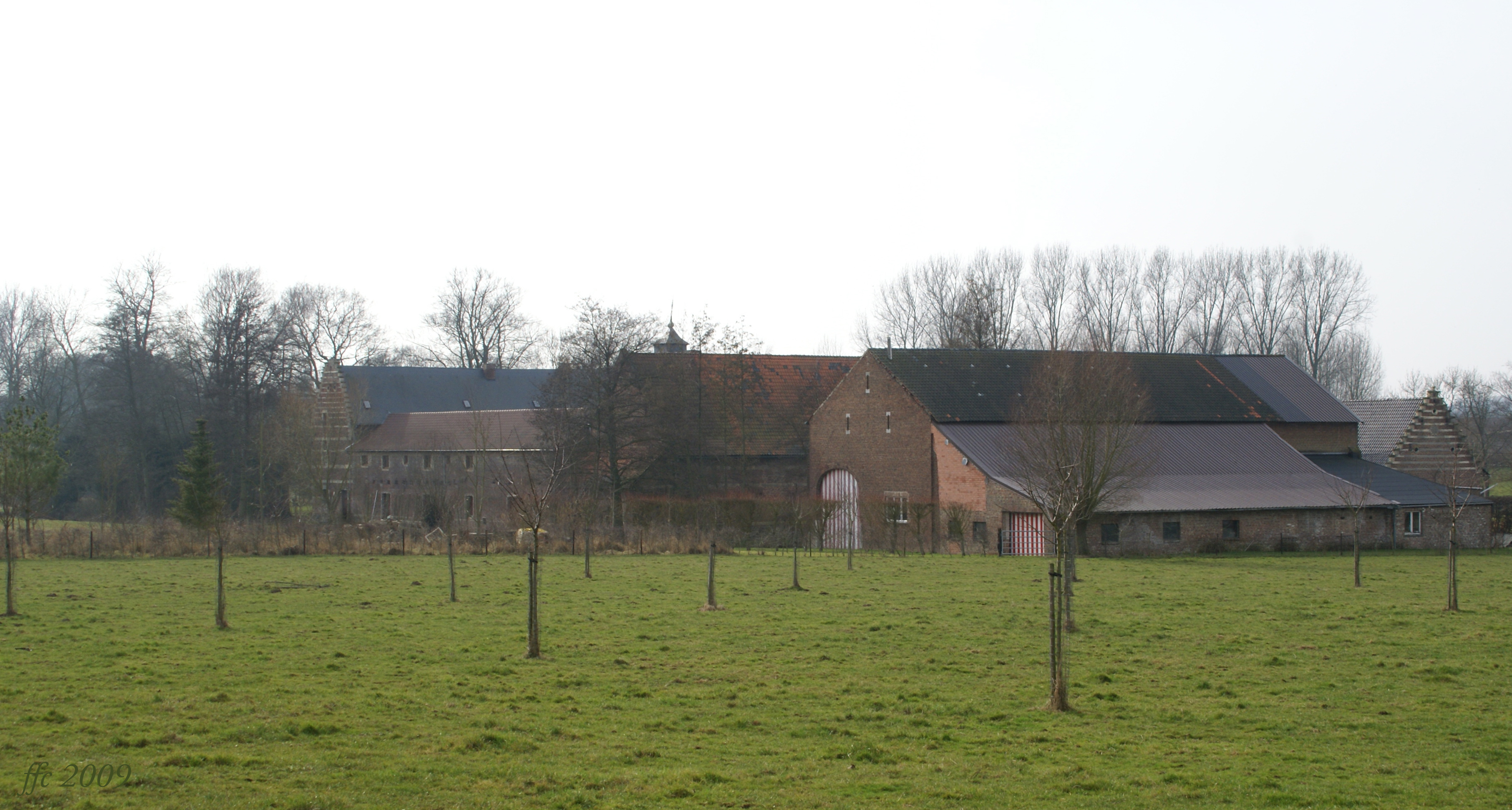
Masia Castral
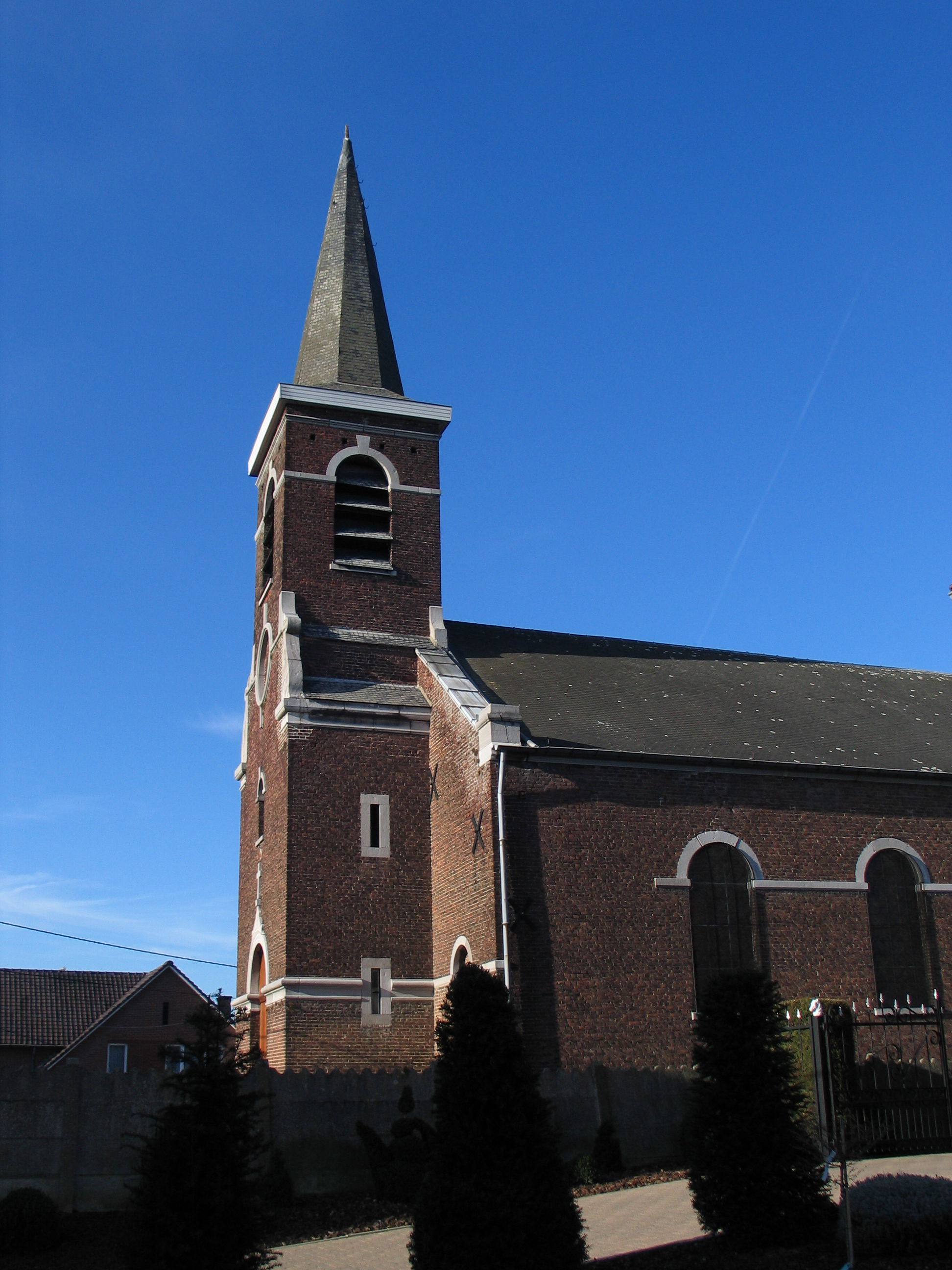
Església de Sant Pancraci
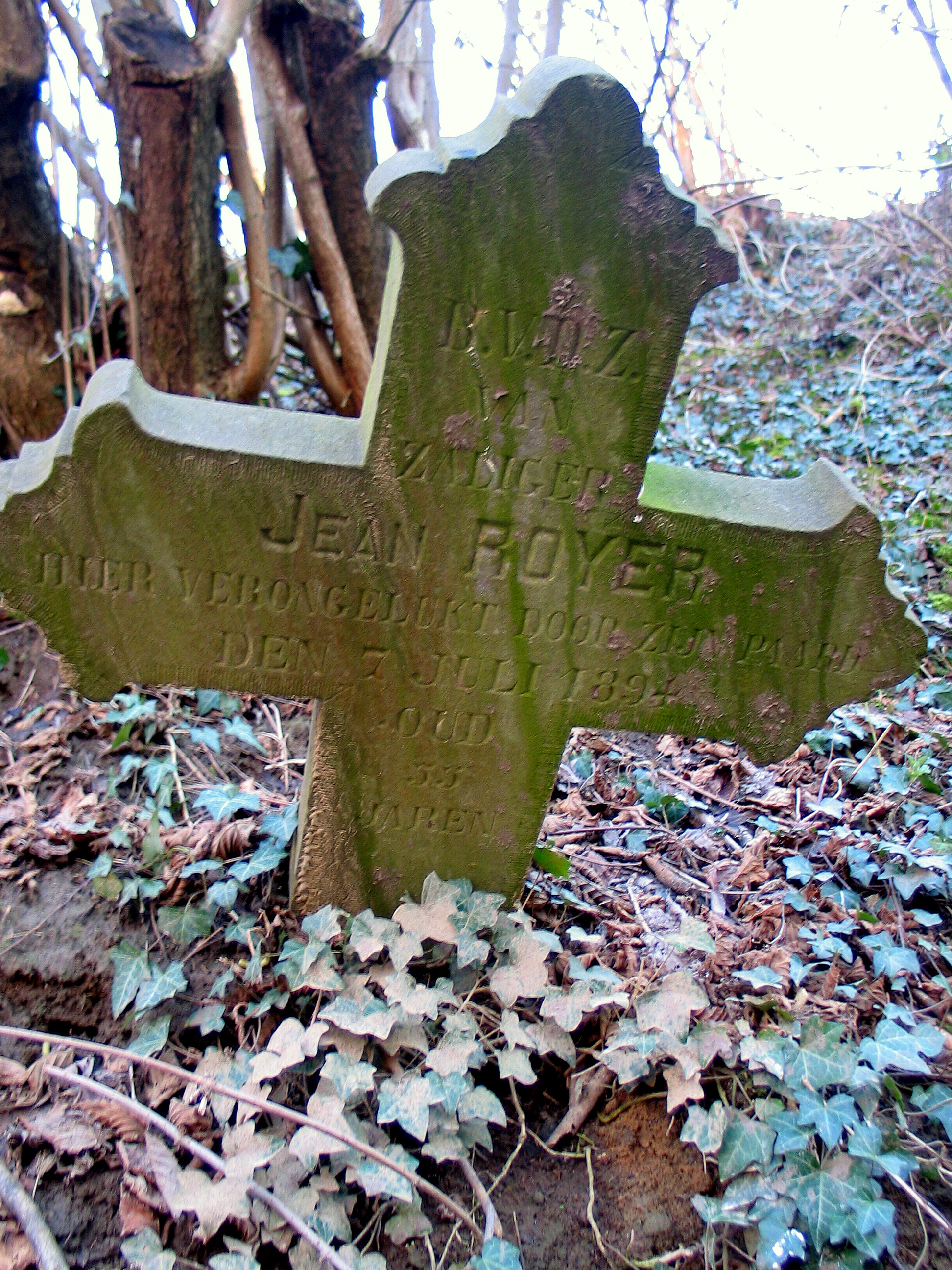
Creu commemorativa al carrer Holle straat
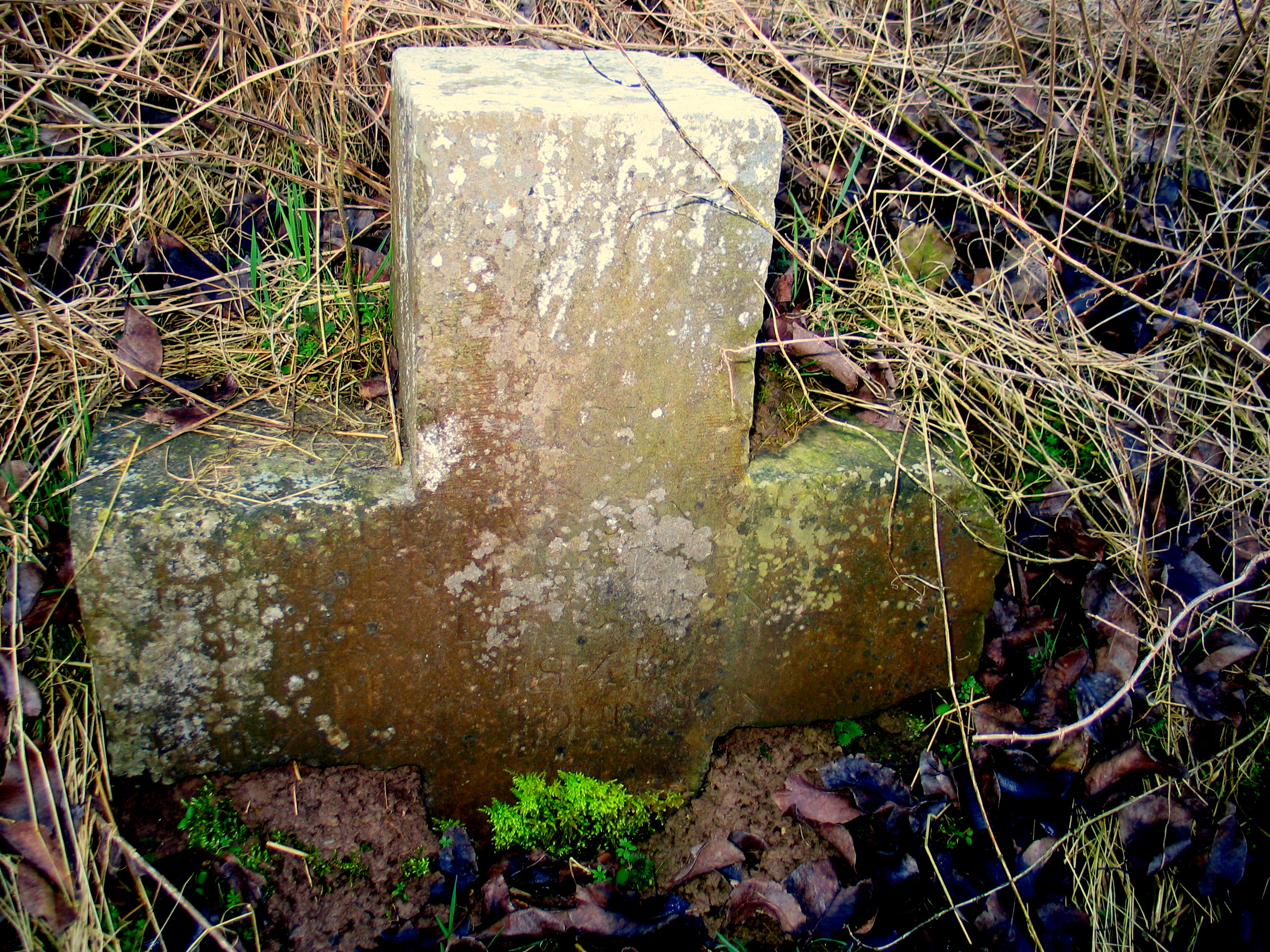
Creu commemorativa al carrer Kapelstraat
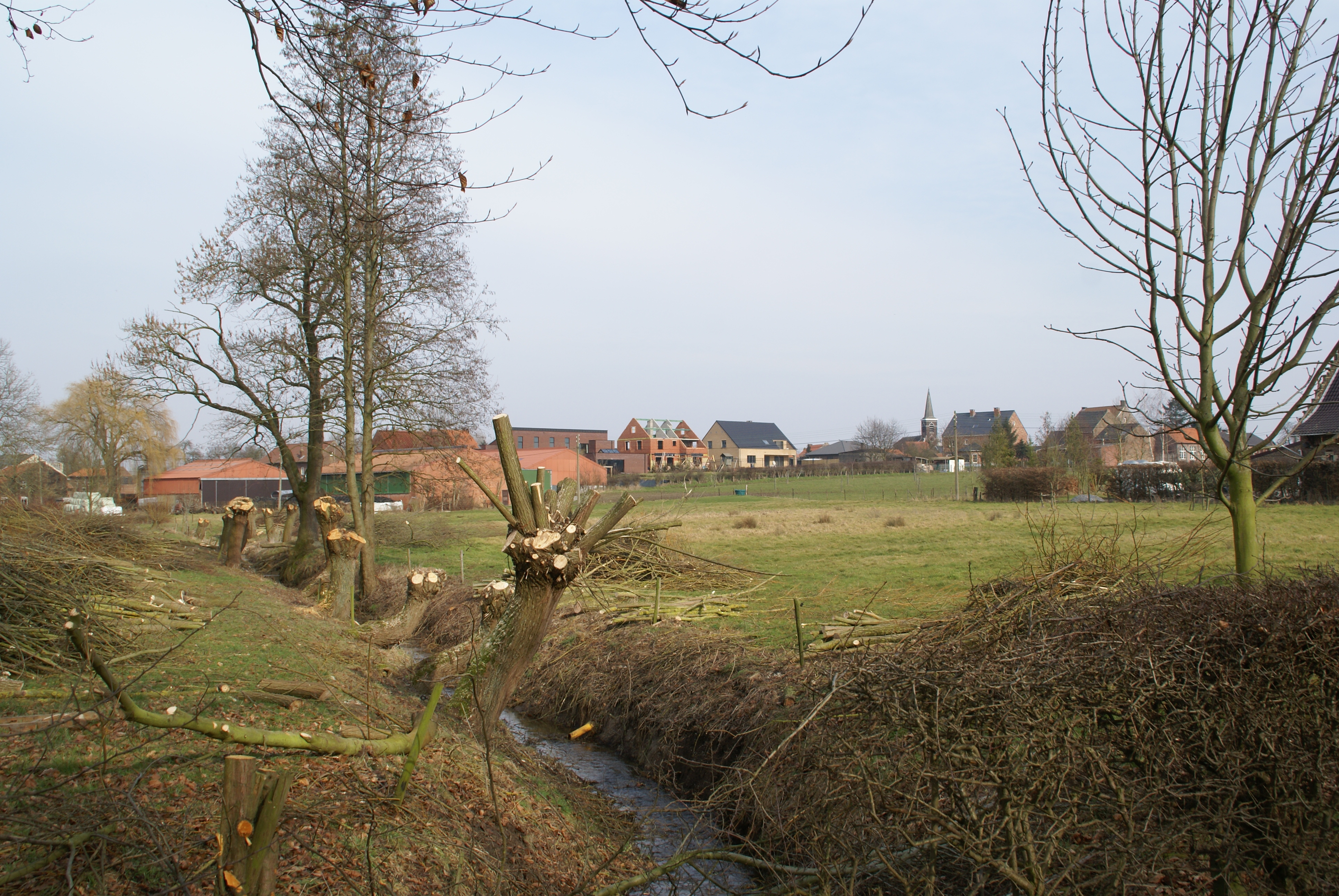
Panorama i Mombeek